# Patty McCormack
Patty McCormack (nacida Patricia Elena Russo; Nueva York, 21 de agosto de 1945) es una actriz estadounidense de cine, televisión y teatro. Es más conocida por interpretar a Rhoda Penmark en la película de terror y suspenso The Bad Seed (1956) y por formar parte del elenco de la serie de televisión Peck's Bad Girl (1959).

## Filmografía

### Cine
| Año  | Título                                        | Personaje           | Notas                               |
| ---- | --------------------------------------------- | ------------------- | ----------------------------------- |
| 1951 | Two Girls and a Guy                           | Fay Oliver          |                                     |
| 1951 | Here Comes the Groom                          | Huérfano            | No acreditado                       |
| 1956 | The Bad Seed                                  | Rhoda Penmark       |                                     |
| 1957 | The Snow Queen (La reina de las nieves [Esp]) | Angel, la ladrona   | Voz en 1959 de la versión en inglés |
| 1957 | All Mine to Give                              | Annabelle Eunson    |                                     |
| 1958 | Kathy O’                                      | Rourke              |                                     |
| 1959 | Peck's Bad Girl                               | Torey Peck          |                                     |
| 1960 | The Adventures of Huckleberry Finn            | Joanna Wilkes       |                                     |
| 1960 | Rawhide                                       | Julie               |                                     |
| 1961 | The Explosive Generation                      | Janet Sommers       |                                     |
| 1962 | Jacktown                                      | Margaret            |                                     |
| 1962 | The New Breed                                 | Karen Kegler        |                                     |
| 1968 | Maryjane                                      | Susan Hoffman       |                                     |
| 1968 | The Mini-Skirt Mob                            | Edie                |                                     |
| 1968 | The Young Runaways                            | Deanie Donford      |                                     |
| 1975 | Bug                                           | Sylvia Ross         |                                     |
| 1984 | Invitation to Hell                            | Mary Peterson       |                                     |
| 1988 | Saturday the 14th Strikes Back                | Kate Baxter         |                                     |
| 1995 | Mommy                                         |                     |                                     |
| 1997 | Mommy's Day                                   | Sra. Sterling       | Llamada también: "Mommy 2"          |
| 2001 | Acceptable Risk                               | Lois                |                                     |
| 2003 | The Kiss                                      | Priscilla Standhope |                                     |
| 2004 | Target                                        | Maysie              |                                     |
| 2004 | Shallow Ground                                | Helen Reedy         |                                     |
| 2004 | Gone, But Not Forgotten                       | Andrea Hammerhill   |                                     |
| 2005 | Heart of the Beholder                         | Helen               |                                     |
| 2008 | Frost/Nixon                                   | Pat Nixon           |                                     |
| 2012 | The Master                                    | Mildred Drummond    |                                     |
| 2015 | Marsha Hunt’s Sweet Adversity                 | Ella misma          |                                     |
| 2018 | The Bad Seed                                  | Dr. March           |                                     |
| 2019 | Home Abduction                                | Sylvia Holmes       |                                     |

- The Flamingo Kid

### Televisión
| Año  | Título                                   | Personaje                 | Notas                                                |
| ---- | ---------------------------------------- | ------------------------- | ---------------------------------------------------- |
| 1959 | Wagon Train                              | Mary Ellen Thomas         | Episodio: "The Mary Ellen Thomas Story" (T2, Epi 12) |
| 1959 | Alcoa Presents: One Step Beyond          | Emmy Horvath              | Episodio: "Make Me Not a Witch"                      |
| 1960 | Route 66 (Ruta 66 [Esp])                 | Jan Emerson / Jenny Slade | Episodio: "Black November" (T1, Epi 1)               |
| 1987 | Murder, She Wrote                        | Lana Whitman              | Episodio: "No Accounting for Murder"                 |
| 1988 | Murder, She Wrote                        | Det. Kathleen Chadwick    | Episodio: "Wearing of the Green"                     |
| 1999 | Silent Predators                         | Vera Conrad               |                                                      |
| 2004 | Cold Case                                | Mavis Breen               | Episodio: "Greed"                                    |
| 2005 | Criminal Minds (Mentes criminales [Esp]) | Marcia Gordon             |                                                      |
| 2009 | Private Practice                         | Cynthia                   |                                                      |
| 2010 | Desperate Housewives                     | Teresa Pruitt             |                                                      |
| 2012 | Supernatural                             | Eleanor Holmes / Betsy    |                                                      |
| 2012 | Scandal                                  | Anne Pierce               |                                                      |
| 2013 | Hart of Dixie                            | Sylvie Stephens-Wilkes    |                                                      |

## Radio
| Año  | Título   | Notas                |
| ---- | -------- | -------------------- |
| 1956 | Suspense | Episodio: "The Doll" |

## Premios y distinciones
Premios Óscar
| Año  | Categoría               | Película        | Resultado |
| ---- | ----------------------- | --------------- | --------- |
| 1957 | Mejor Actriz de Reparto | La mala semilla | Nominada  |